# Людвиг Александр Баттенберг
Льюис Александер Маунтбеттен, 1-й маркиз Милфорд-Хейвен (англ. Louis Alexander Mountbatten, 1st Marquess of Milford Haven), ранее принц Людвиг Александр фон Баттенберг (нем. Ludwig Alexander von Battenberg; 24 мая 1854 — 11 сентября 1921) — первый немецкий принц из дома Баттенберг, британский военно-морской и государственный деятель, адмирал флота.

## Биография
Старший сын Александра Гессен-Дармштадтского и его морганатической супруги Юлии фон Гауке.

Личный герб Луиса Александра Маунтбеттена, 1-го маркиза Милфорд-Хейвен

В 1884 году Людвиг женился на Виктории Гессен-Дармштадтской (1863—1950), дочери Людвига IV Гессенского и принцессы Алисы Великобританской. Дети:
- Алиса (1885—1969), замужем за Андреем, принцем Греческим; от этого брака родился принц Филипп Греческий, в 1947 году женившийся на будущей королеве Елизавете II и при этом браке взявший фамилию матери (Маунтбеттен);
- Луиза (1889—1965), замужем за королём Швеции Густавом VI Адольфом (вторая жена, с 1950 королева);
- Джордж (Георг) (1892—1938), женат на правнучке Николая I Надежде Михайловне Торби;
- Луис (Людвиг) (1900—1979), женат на Эдвине Эшли.

## Награды
- 1877 — Рыцарский крест Ордена Франца Иосифа
- 1884 — Рыцарь Командор Ордена Бани
- 1887 — Рыцарь Большого Креста Ордена Бани
- 1901 — Рыцарь Великого Креста Королевского Викторианского ордена
- 1905 — Рыцарь Великого Креста Ордена Святого Михаила и Святого Георгия
- 1906 — Орден Карлоса III
- 1908 — Рыцарь Большого Креста Ордена Леопольда
- 1914 — Член Тайного совета Великобритании

## Галерея

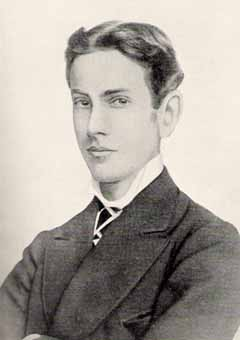
Людвиг Баттенберг, фотограф Carl Backofen, Дармштадт, 1869
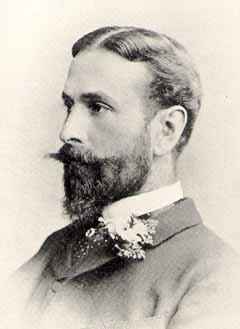
Людвиг Баттенберг, фотограф Elliott and Fry, Лондон, 1884
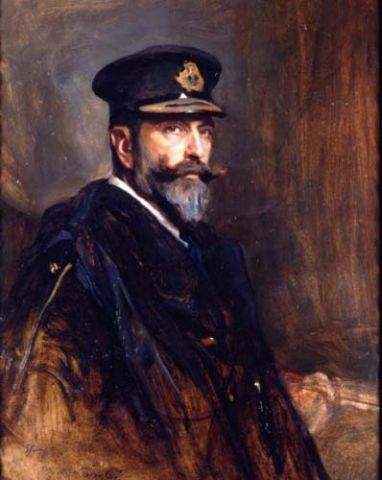
Людвиг Баттенберг, портрет кисти Филипа де Ласло, 1910
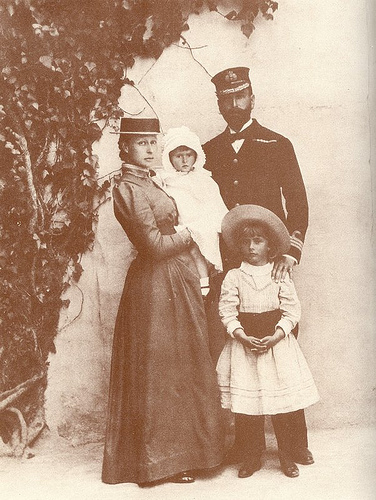
Людвиг Баттенберг с женой и дочерьми